# Arthonia subdispuncta
Arthonia subdispuncta är en lavart som beskrevs av Nyl. Arthonia subdispuncta ingår i släktet Arthonia och familjen Arthoniaceae.   Inga underarter finns listade i Catalogue of Life.